# Taurons (obra de teatre)
Taurons (en anglès Speed-the-Plow) és una obra de teatre del 1988 escrita per David Mamet, que és una dissecció satírica del negoci cinematogràfic estatunidenc. Tal com s'explica a The Producer's Perspective, "aquest és un tema que Mamet revisaria a les seves pel·lícules posteriors La cortina de fum i 'State and Main (2000)". Tal com se cita a The Producer's Perspective, Jack Kroll de Newsweek descriu Taurons com "un altre poema simfònic del mestre més important de la nostra nació en el llenguatge de l'epilèpsia moral."
L'obra estableix el seu context amb un epigrama (que no es pot recitar a la representació) de William Makepeace Thackeray, de la seva novel·la Pendennis, continguda en un frontispici: Comença: "Qui és el més raonable i fa el deure millor: el que és al marge de la lluita de la vida, contemplant-la amb calma, o qui baixa al terra, i pren la seva part en el concurs? ".

## Argument
La trama es desenvolupa en el món de la indústria del cinema on l'art importa poc i el sexe té un paper determinant. Dos productors de cinema obsessionats en guanyar diners, Bob Gould i Charlie Fox, tenen entre mans un ambiciós projecte cinematogràfic destinat a trencar tots els rècords de taquilla que implica l'estrella de cinema Doug Brown, però el futur amb beneficis comença a esvair-se quan Karen, la nova secretària que arriba temporalment, planteja una adaptació alternativa, una via diferent a la simple cobdícia econòmica.

## Produccions

### Broadway
Speed-the-Plow fou estrenada a Broadway al Royale Theatre en una producció del Lincoln Center Theater, iniciada el 3 de maig de 1988 i tancada el 31 de desembre de 1988 després de 279 representacions. El repartiment el formaven Joe Mantegna (Gould), Ron Silver (Fox) i Madonna (Karen). L'obra fou nominada al Premi Tony a la millor obra i millor direcció d'una obra (Gregory Mosher). Silver va guanyar un premi Tony al millor actor (obra).
La primera reestrena a Broadway deSpeed-the-Plow, dirigida pel director artístic d'Atlantic Theatre Company Neil Pepe, començà al Ethel Barrymore Theatre el 3 d'octubre de 2008, amb una obertura el 23 d'octubre en un compromís limitat, tancant-se el 22 de febrer de 2009. El repartiment va comptar amb Jeremy Piven com Bobby Gould, Raúl Esparza com Charlie Fox, i Elisabeth Moss com Karen. Tot i això, Piven va deixar la producció per problemes mèdics el 17 de desembre. El paper de Bobby fou interpretat per Norbert Leo Butz ((del 23 de desembre a l'11 de gener de 2009) i William H. Macy (del 13 de gener al 22 de febrer de 2009).
Raul Esparza fou anomenat als premis Tony de 2009 per la millor interpretació d'un actor principal en una obra de teatre. Les crítiques foren positives.

### Catalunya
L'obra fou traduïda al català per Josep Costa i estrenada el 6 de juliol de 2000 al Teatre Villarroel de Barcelona sota la direcció de Ferran Madico i Rodríguez en el marc del Festival Grec de Barcelona interpretada per Lluís Homar, Andreu Benito i Mia Esteve. L'escenografia va córrer a càrrec de Max Glaenzel i Estel Cristià. Per la seva actuació Homar va rebre el Fotogramas de Plata 2000 al Millor actor de teatre. L'octubre de 2015 Julio Manrique va adaptar novament l'obra sota el títol Una altra pel·lícula i la va estrenar al festival Temporada Alta de Girona abans de la seva presentació al Teatre Borràs de Barcelona, interpretada per Mireia Aixalà, David Selvas i el propi Julio Manrique.